# Hektor Idrizaj
Hektor Idrizaj (Valona, 15 aprile 1989) è un ex calciatore albanese, di ruolo difensore.

## Carriera

### Club
Cresciuto nelle giovanili del Flamurtari Valona, ha debuttato nel campionato albanese con la maglia del Bylis Ballsh nel 2009.

## Statistiche

### Presenze e reti nei club
Statistiche aggiornate al 20 marzo 2022.
| Stagione                 | Squadra                  | Campionato               | Campionato | Campionato | Coppe nazionali | Coppe nazionali | Coppe nazionali | Coppe continentali | Coppe continentali | Coppe continentali | Altre coppe | Altre coppe | Altre coppe | Totale | Totale |
| Stagione                 | Squadra                  | Comp                     | Pres       | Reti       | Comp            | Pres            | Reti            | Comp               | Pres               | Reti               | Comp        | Pres        | Reti        | Pres   | Reti   |
| ------------------------ | ------------------------ | ------------------------ | ---------- | ---------- | --------------- | --------------- | --------------- | ------------------ | ------------------ | ------------------ | ----------- | ----------- | ----------- | ------ | ------ |
| 2008-2009                | Bylis Ballsh             | KS                       | 1          | 0          | CA              | 0               | 0               | -                  | -                  | -                  | -           | -           | -           | 1      | 0      |
| 2009-2010                | Bylis Ballsh             | KP                       | 10         | 0          | CA              | 1               | 0               | -                  | -                  | -                  | -           | -           | -           | 11+    | 0+     |
| 2010-2011                | Bylis Ballsh             | KS                       | 19         | 0          | CA              | 2               | 0               | -                  | -                  | -                  | -           | -           | -           | 21     | 0      |
| 2011-2012                | Bylis Ballsh             | KS                       | 17         | 0          | CA              | 11              | 0               | -                  | -                  | -                  | -           | -           | -           | 28     | 0      |
| 2012-2013                | Bylis Ballsh             | KS                       | 25         | 1          | CA              | 12              | 0               | -                  | -                  | -                  | -           | -           | -           | 37     | 1      |
| Totale Bylis Ballsh      | Totale Bylis Ballsh      | Totale Bylis Ballsh      | 72         | 1          |                 | 26              | 0               |                    | -                  | -                  |             | -           | -           | 98     | 1      |
| 2013-2014                | Teuta                    | KS                       | 30         | 1          | CA              | 5               | 0               | UEL                | 2                  | 0                  | -           | -           | -           | 37     | 1      |
| 2014-2015                | Flamurtari Valona        | KS                       | 24         | 0          | CA              | 1               | 0               | UEL                | 1                  | 0                  | SA          | 0           | 0           | 26     | 0      |
| 2015-2016                | Flamurtari Valona        | KS                       | 29         | 0          | CA              | 6               | 0               | -                  | -                  | -                  | -           | -           | -           | 35     | 0      |
| Totale Flamurtari Valona | Totale Flamurtari Valona | Totale Flamurtari Valona | 53         | 0          |                 | 7               | 0               |                    | 1                  | 0                  |             | 0           | 0           | 61     | 0      |
| 2016-2017                | Skënderbeu               | KS                       | 6          | 0          | CA              | 5               | 1               | -                  | -                  | -                  | SA          | 0           | 0           | 11     | 1      |
| 2017-2018                | Kamza                    | KS                       | 26         | 0          | CA              | 2               | 0               | -                  | -                  | -                  | -           | -           | -           | 28     | 0      |
| 2018-gen. 2019           | Kamza                    | KS                       | 18         | 0          | CA              | 2               | 0               | -                  | -                  | -                  | -           | -           | -           | 20     | 0      |
| Totale Kamza             | Totale Kamza             | Totale Kamza             | 44         | 0          |                 | 4               | 0               |                    | -                  | -                  |             | -           | -           | 48     | 0      |
| gen.-giu. 2019           | Partizani Tirana         | KS                       | 3          | 0          | CA              | 1               | 0               | UEL                | -                  | -                  | -           | -           | -           | 4      | 0      |
| 2019-2020                | Partizani Tirana         | KS                       | 27         | 0          | CA              | 2               | 0               | UCL+UEL            | -                  | -                  | SA          | -           | -           | 29     | 0      |
| 2020-2021                | Partizani Tirana         | KS                       | 28         | 1          | CA              | 2               | 0               | -                  | -                  | -                  | -           | -           | -           | 30     | 1      |
| Totale Partizani Tirana  | Totale Partizani Tirana  | Totale Partizani Tirana  | 58         | 1          |                 | 5               | 0               |                    | 0                  | 0                  |             | 0           | 0           | 63     | 1      |
| 2021-2022                | Teuta                    | KS                       | 19         | 0          | CA              | 5               | 0               | UCL+UECL           | -                  | -                  | SA          | 1           | 0           | 25     | 0      |
| Totale Teuta             | Totale Teuta             | Totale Teuta             | 49         | 1          |                 | 10              | 0               |                    | 2                  | 0                  |             | 1           | 0           | 62     | 1      |
| Totale carriera          | Totale carriera          | Totale carriera          | 282        | 3          |                 | 57              | 1               |                    | 3                  | 0                  |             | 1           | 0           | 343    | 4      |

## Palmarès

### Club

#### Competizioni nazionali
- Campionato albanese: 1

Partizani Tirana: 2018-2019
- Supercoppa d'Albania: 1

Partizani Tirana: 2019